# Tarmo Pukkila
Tarmo Mikko Pukkila, född 26 mars 1946 i Lillkyro, är en finländsk statistiker och ämbetsman
Pukkila blev filosofie doktor 1977. Han var 1980–1993 professor i statistik vid Tammerfors universitet och universitetets rektor 1987–1993; docent där sedan 1993. Han utnämndes 1993 till chef för försäkringsavdelningen vid Social- och hälsovårdsministeriet. På denna post har han deltagit aktivt i samhällsdebatten. 